# Летаргия
«Летарги́я (згодом LETHARGY [UA])» — представник українського важкого металу заснований у Запоріжжі 2007 року. Починаючи творчість з готичного дезу поступово змінив звучання до рис характерних мелодік дезу.

## Історія
Днем заснування гурту вважається 1 грудня 2007 року. Саме цього дня відбулася перша репетиція у котрій на той момент брали участь вокал-гітарист Віталій Явнов, басисит Володимир Сіренко, гітарист Олександр Ширинський та Олекса Кузнєцов на ударних. До клавішних невдовзі долучилася Христина Орлова. За два місяці Віталій Явнов вирішив, що потрібно зробити вибір між співом і грою на гітарі, оскільки одночасне виконання вокальних і гітарних партій створювали дискомфорт та накладали обмеження. Перемогло бажання співати, тож було почато пошук другого гітариста, місце котрого посів Микола Шекель з Mizantropia. Орлова полишила колектив, і після нетривалого перебування у складі чергової клавішниці, у записі дебютного альбому «Бремя человеческих страстей» узяла участь Олеся Широбокова (Немного нервно). Після запису якого вона відбула і на її місце прийшла сестра Миколи Шекеля - Олена Шекель, яка з нуля навчилася грати на фортепіано і за півроку майстерно проявила свій талант як виконавця, так і аранжувальника. З нею був записаний ЕП "Культ личности", після якого вона покинула гурт і більше не займалася музикою. 

Наступні два альбоми на клавішних перебувала Діана Ларіонова з Inferno. З часом учасники переїхали до Києва, через розбіжності у подальшому розвитку «Летаргия» залишили Олександр Кузнецов, Ширинський та Попельнюх, а стилістика, спродюсованого Антоном Ворожцовим з HELL:ON, диску «Эпоха зла» за визначенням виконавців набула більшої технічності та симфонічності. В складі Павла Гушленко - барабани (ex-Holy Blood), Михайла Богайчука - гітара, Сергія Ковбаса - гітара та Євгена Кузнєцова - бас (Thy Despair) був записаний цей альбом, композиторами якого стали Діана Ларіонова та Віталій Явнов. Після запису альбому Євген Кузнєцов покинув гурт, на його місце був прийнятий Андрій Верещагін (Morkesagn, Te Deum), з яким гурт записав сингл та зняв відео-кліп Invocation.

Але в 2018 році обидва гітариста та драмер покидають гурт. На їх місце прийшли Артем Павлушенко (гітара), Володимир Максимчук (гітара) та Юрій Іщенко (барабани). В цьому складі був записаний сингл Sleeping place, на який був випущений відеокліп. Але і цього разу по особистим причинам лідер гурту Віталій Явнов покидає цей склад і відбувається реньюніон з засновниками гурту: Олександром Кузнєцовим (барабани), Олександром Ширінським (гітара), Володимиром Сірєнко (бас), Сергієм Ковбаса (гітара) та Євгенієм Кугаєвським (клавішні) відбувся концерт, на якому гур представив ранній мтеріал і новий сингл When you are alone, на який відзняли кліп. Після чого хлопці не давали один одному обіцянки і самі собі, що будуть продовжувати. 
В 2019 році зусиллями Павла Лугового був відзнятий відео кліп на Батьківщині лідера гурту в місті Вознесенську в каньйоні Актово на пісню "Нежность и любовь". І з 2020 року гурт вирішив повноцінно відновити свою роботу у складі засновників: Віталія Явнова, Олександра Кузнєцова та Олександра Ширінського. До яких приєднався Кирило Дєнісов та Віталій Габєлков (...of Celestial). В цьому складі був записаний перший англомовний альбом Our life belongs to us, на якому в якості запрошеного гостя став Aaron Stainthorpe з My Dying Bride. А в пілтримку альбому був випущений кліп на пісню Eden, зведенням якого займався Mark Mynett, який продюсував "The Ghost of Orion" (My Dying Bride)

## Склад гурту
- Віталій Явнов — вокал
- Кирило Денісов — бас
- Олександр Ширинський — гітара
- Віталій Габелков - гітара
- Олександр Кузнєцов — ударні

## Дискографія

### Демо, EP та компіляції
- Прелюдия борьбы (2008)
- Культ личности [ЕР] (2011)
- Hate and pain [EP] (2023)

### Альбоми
- Бремя человеческих страстей (2010)
- Божественное безумие (2012)
- Эпоха зла (2015)
- Our life belongs to us (2023)

Сингли:
- Привкус мести (2014)
- Invocation (2016)
- Sleeping place (2017)
- When you are alone (2018)
- Victory (2022)
- Eden (2023)